# Balnot-sur-Laignes
Balnot-sur-Laignes är en kommun i departementet Aube i regionen Grand Est (tidigare regionen Champagne-Ardenne) i nordöstra Frankrike. Kommunen ligger  i kantonen Les Riceys som ligger i arrondissementet Troyes. År 2022 hade Balnot-sur-Laignes 157 invånare.

## Befolkningsutveckling
Antalet invånare i kommunen Balnot-sur-Laignes
Referens: INSEE